# Berry Is on Top
Berry Is on Top är ett musikalbum av Chuck Berry utgivet 1959 på Chess Records.
På 1950-talet var det vanligt att LP-skivor bestod av redan utgivna singlar och outtakes, och det var mest ett sätt för skivbolagen att tjäna pengar på låtarna en gång till. Detta gäller även denna LP, vissa av låtarna var 2-3 år gamla vid utgivningen. I dagens läge kan man dock se det här albumet som något annat än ett försök att tjäna pengar. Här finns många av Chuck Berrys mest kända låtar, till exempel "Johnny B. Goode", "Roll over Beethoven", "Maybellene", och "Carol". Det räknas av många som ett definitivt rock and roll-album.

## Låtlista
Alla låtar är skrivna av Chuck Berry.
Sida 1
1. "Almost Grown" - 2:18
2. "Carol" - 2:44
3. "Maybellene" - 2:18
4. "Sweet Little Rock & Roller" - 2:18
5. "Anthony Boy" - 1:50
6. "Johnny B. Goode" - 2:38

Sida 2
1. "Little Queenie" - 2:40
2. "Jo Jo Gunne" - 2:44
3. "Roll over Beethoven" - 2:20
4. "Around and Around" - 2:20
5. "Hey Pedro" - 1:54
6. "Blues for Hawaiians" - 3:22

## Medverkande
- Chuck Berry - gitarr, sång
- Fred Below - trummor
- Bo Diddley - gitarr
- Willie Dixon - bas
- Jerome Green - maracas
- Eddie Hardy - trummor
- Johnnie Johnson - piano
- Lafayette Leake - piano
- George "Harmonica" Smith - bas
- Jasper Thomas - trummor